# Nava de la Asunción
Nava de la Asunción – gmina w Hiszpanii, w prowincji Segowia, w Kastylii i León, o powierzchni 83,15 km². W 2011 roku gmina liczyła 3014 mieszkańców.